# George Countess
Le rear admiral George Countess (1743-1811) était un officier de la Royal Navy qui prit part aux guerres de la Révolution française et napoléoniennes. Nommé captain en 1790, il était aux commandes du HMS Charon en 1794 et assista à la bataille du 13 prairial an II à son bord, mais il n'y participa pas car c'était un navire-hôpital. En 1798, Countess contribua à la traque de l'escadre française de Jean-Baptiste Bompard. Cette escadre avait l'intention d'envahir l'Irlande, et ce n'est que la persévérance de Countess à bord du HMS Ethalion qu'il put conduire l'escadre commandée par Sir John Borlase Warren droit sur les Français. Countess s'engagea fortement dans la bataille de l'île de Toraigh qui s'ensuivit et reçut de grandes récompenses financières pour ce service après la victoire britannique. En 1799, il captura deux navires-corsaires français de 18 canons croisant au large de l'Irlande.
Countess fut promu Rear admiral en 1809 et mourut en 1811. Point Countess, en Alaska, a été nommé en son honneur.